# Свемирска крстарица Галактика
Свемирска крстарица Галактика (енгл. Battlestar Galactica) је америчка научнофантастичне медијска франшиза творца Глена А. Ларсона. Франшиза је почела 1978. године са оригиналном телевизијском серијом и коју је наследила кратко емитована серија (Галактика 1980), линија адаптација књига, оригинални романи, стрипови, друштвене-игре и видео-игре. Нова верзија серије Свемирска крстарица Галактика је приказивана 2003. године дводелна, трочасовна мини-серија коју су развили Роналд Д. Мур и Дејвид Ајк. Та мини-серија је довела до приказивања седмичне телевизијске серије, која се приказивала до 2009. године. Преднаставак, серија Каприка, приказивана је 2010. године.
Све теме Борбене крстарице Галактике се односе на исту радњу: У удаљеном делу свемира на планети Кобол је настала људска раса, на Коболу људи су живели у некој врсти раја са боговима. Постојало је 13 племена људи. Посматрано у односу на време u серији пре 4 хиљада година тринаесто племе напушта планету Кобол и одлази и насељава далеку планету Земљу која кружи око непознате звезде. За осталих 12 племена остало је само сећање на 13. племе у виду њихових древних списа. У међувремену на Коболу долази до катаклизме која приморава преостала племена да напусте Кобол и богове Кобола, тај тренутак се дешава око 2 хиљаде године пошто је 13. племе напустило Кобол. 12 Племена људи оставља на Коболу маркер ка непознатој локацији Земље и насељава 12 планета у свемиру која ће постати позната као 12 Колонија Кобола. У садашњем времену 12 колонија су доста напредовале на технологијом тако да сада имају свемирске бродове који могу да путују надсветлосном брзином, тзв. скоковима.

## ТВ серија из 1978.

### Главне улоге
- Ричард Хеч - капетан Аполо
- Дирк Бенедикт - поручник Старбак
- Лорн Грин - командант Адама
- Херб Џонсон млађи - поручник Бумер
- Тони Шворц - наредник Џоли
- Ноа Хатавеј - Бокси
- Тери Картер - пуковник Тај
- Џон Коликос - Болтар
- Џејн Симор - Серина

## ТВ серија из 2003.
Радња нове верзије серије Галактика из 2003. године: Како би олакшали себи живот у колонијама сада Колонијалци су направили роботе са вештачком интелигенцијом које зову Сајлонци. Сајлонци су се побунили и супротставили својим господарима што је довело до крвавог рата који је трајао годинама. Онда су Сајлонци отишли на неки други свет да га зову својим и напустили су људске колоније. Људи су направили удаљену свемирску станицу како би одржавали дипломатске контакте са Сајлонцима, људи су сваке године слали свог дипломату, Сајлонци нису никада. Нико није видео Сајлонце више од 40 година да су их сви заборавили да су и постојали. Тада почиње радња по новијој верзији Галактике: Сазнајемо да су Сајлонци преузели људски облик и да су се инфилтрирали међу људске колоније и Сајлонци отпочињу нови рат са људима изненадним нападом на колоније и готово потпуним уништењем људске расе. Пошто су Сајлонци упали у одбрамбени систем Колонија они су људе оставили у потпуности без одбране и извршили геноцид над људима нуклеарним оружјем оставивши планете Колонија ненасељивим. Преживели су само људи који су путовали у свемирским бродовима надсветлосне брзине. Преживела је и борбена крстарица Галактика са командантом Адамом, стари војни брод који је у време напада требало да постане музеј. Галактика је преживела зато што није била повезана са мрежом компјутера Колоније због чега ни једна од осталих крстарица није преживела напад Сајлонаца. У међувремену на људској колонији планети Каприка гине председник Колонија. У једном од бродова се налази једини преживели члан кабинета Лаура Рослин која је министарка просвете. Лаура Рослин враћајући се на Каприку после прославе постављања Галактике као музеј постаје нови председник Колонија. Она затиче комерцијалне свемирске бродове који су заостали у путовањима између колонија. Она и син команданта Галактике капетан Адама врше акцију спасавања тих бродова и припајају се флоти заједно са Галактиком. Председница Колонија и командант Адама заједно олучују да неће ратовати против Сајлонаца већ одлучују да пронађу задњу познату људску колонију Земљу да буде дом преосталим људима са 12 колонија и тако флота са око 50 хиљада људи креће у потрагу за Земљом. У међувремену они проналазе давно напуштену планету Кобол и на њој у рушевинама откривају мапу које је оставило 13. племе које представља само један од путоказа ка Земљи. За сада су се емитовале три сезоне ове популарне научнофанстатичне серије а за годину 2008 предвиђена је и четврта последња сезона серије. У току три сезоне серије открили смо више о томе како су настале прве Колоније са Кобола и како постоје 12 различитих људских модела Сајлонаца. Већина њих откривена је све до тренутно последње треће сезоне и готово већина (три откривена у последњој епизоди треће сезоне) су била међу посадом Галактике познати публици још од почетка емитовања серије. У последњој четвртој сезони серије колонијалци откривају тринаесту колонију Земљу и судбину тринаесте колоније. Тринаесто племе било је Сајлонско, настало на Коболу. Сајлонци су напустили Кобол четири хиљаде године пре дешавања у серији. Они су поседовали технологију резурекције и били су у потпуности механичке природе. Током кратког времена проведеног на Земљи они су еволуирали у људски облик и у потпуности одбацили технологију резурекције. Међутим, Сајлонци на Земљи су постојали у људском облику и механичком облику. Сајлонци у људском облику су били упознати да им прети опасност од рата и обновили су истраживања са технологијом ресурекције. У томе су и успела пет истраживача. Опрема је постављена у броду у орбити изнад Земље. Изненада дошло је до рата на Земљи и последњи Сајлонци су поостали пет истраживача који су се ресуректовали у броду у орбити изнад Земље.
Последњи Сајлонци су путовали ка дванаест колонија својим бродом али брзином мањом од брзине светлости. Тако је време за њих протекло јако брзо а за остале је прошло још две хиљаде година (у складу са Ајнштановим законом релативитета).
Последњи Сајлонци нису желели да људи поново направе механичке моделе нових Сајлонаца и понове експерименте са вештачком интелигенцијом као што су то урадили на Коболу. 
Пет истраживача са Земље су оставили свој траг на планети Алга у виду храма који ће колонијалци касније наћи. Када су дошли до дванаест колонија људи не само да су направили нове Сајлонце већ су и били у рату са њима (први Сајлонски рат). Нови Сајлонци су започели своје експерименте у комбиновању своје машинске технологије са органским својствима људи и тако су настали први Хибриди(касније служе као мозак сваког Сајлонског брода) али они нису били у могућности да живе без помоћи апарата за одржавање, нису били самостални. 
Тада су у жељи да прекину рат Сајлонци са Земље склопили договор о прекиду рата са Сајлонцима из дванаест колонија. Договор је био да се Сајлонцима са дванаест колонија да технологија ресурекције. Такође су им предати и јединих осам модела Сајлонаца у људском облику које су развили Сајлонци са Земље. Први је био Кавил, који је помогао у развијању осталих седам модела. У преосталих седам модела уграђена је креативност и могућност да самостално функционишу и размишљају а нови Сајлонци су им дали монотеистичку веру у једног бога. 
Први од осам модела Кавил угушио је пет истраживача и слао их у колоније у различитим периодима током четрдесет година примирја. Кавил је такође и уништио целу линију модела број седам Данијела који је био уметнички надарен, што још више говори о томе колико је он био икварен. Кавил је сматрао да су људи ускраћени у својим органским телима, исварени и несавршени и да не заслужују да постоје. Тако долази до другог Сајлонског рата и егзодуса са колонија.
Пет Сајлонаца за Земље, људски модели два, три, шест и осам и људи склапају савез против Кавила, људских модела четири и пет и механичких Сајлонаца са колонија на другој страни. У грађанском рату између осам људских модела Сајдонаца који је претходио дошло је до поделе. 
У последњој епизоди серије колонијалци у савезу са Сајлонцима побеђују уништивши Кавила у борбама и при последњем насумичном скоку Галактика скаче у орбиту Месеца и долази до непознате планете. Та планета је у потпуности насељива, рај и пунија живота него све планете дванаест колонија заједно. На планети живе и племенски, пећински људи без свог језика са само примитивним оруђем који су ДНК компатибилни са колонијалција. Земља је милион светлосних година удаљена од Кобола на којој су се развили колонијалци.
Колонијалци решени да остану на новој планети са Сајлонцима одбацују технологију и своје бродове шаљу на последње путовање у Сунце. Преостали механички Сајлонци добијају своју слободу у нади да ће се тако прекинути циклус насиља и уништења.
Преостала популација људи и Сајлонаца се расељава и меша широм планете. Нову планету називају Земља, јер је за њих Земља синоним за сан који су тако дуго тражили. Митохондријска мајка, заједнички предак свих људи на Земљи у будућности постаје Хера(дете чији је отац човек а мајка Сајлонски људски модел седам). Последње сцене серије приказују Земљу након сто педесет хиљада година и људе у центру Њујорка у почетку двадесет првог века. Роботика се развија и Њујорк личи на град Каприка сити на планети дванест колонија Каприка сто педесет хиљада година раније. Серија се завршава у нади да се догађаји из серије неће опет поновити као што се циклус понављао раније.

### Главне улоге
- Едвард Џејмс Олмос - адмирал Вилијам Адама
- Мери Макдонел - председник Лора Рослин
- Џејми Бамбер - капетан Ли „Аполо“ Адама
- Триша Хелфер - број 6
- Џејмс Калис - др. Гај Балтар
- Грејс Парк - поручник Шерон „Бумер“ Валери
- Кејти Сакоф - Кара „Старбак“ Трејс

### Споредне улоге
- Арон Даглас - Гален „Шеф“ Тајрон
- Тахмох Пеникет - Карл Ц. „Хело“ Агатон
- Алесандро Ђулијани - Феликс Гета
- Ники Клин - Кели Тирол
- Кандис Маклур - Анастазија „Ди“ Дуала (Адама)
- Пол Кембел - Били Кајкиј (2003—2006)
- Луси Лалес - Д`Бирс (2005—2007)
- Сем Витвер - Алекс „Крешдаун“ Куартараро (2004—2005)

Текст којим серија почиње
Сезона 1:
- Човек је створио Сајлонце.
- Они су се побунили.
- Они су еволуирали.
- Они изгледају
- Они се осећају
- Као људи.
- Неки су програмирани да мисле да су људи.
- Постоји много копија.
- И они имају план.

Сезона 2:
- Текст је промењен у другој сезони:
- Човек је створио Сајлонце.
- Они су еволуирали.
- Они су се побунили.
- Постоји много копија.
- И они имају план.

Сезона 3:
- Текст је опет промењен у трећој сезони:
- Човек је створио Сајлонце.
- Они су се побунили.
- Они су еволуирали.
- Постоји много копија.
- И они имају план.

Сезона 4:
- Текст је промењен и у четвртој сезони:
- Дванаест је Сајлонских модела.
- Седам је познато.
- Четворо живе у тајности.
- Један ће бити откривен.